# 大沢基暢
大沢 基暢（おおさわ もとのぶ）は、江戸時代後期の高家旗本。通称は乙次郎。官位は従五位下・侍従、右京大夫。

## 略歴
高家旗本・大沢基昭の子として誕生した。
文政8年12月（1826年）、父・基昭は基暢の丈夫届を幕府に提出する。基暢は当時3歳であったという。なお、父・基昭の長男は早世（文政2年（1819年）没）しており、基暢は次男以下の男子であったと考えられる。
天保9年（1839年）、12代将軍・徳川家慶に御目見する。嘉永6年（1853年）1月27日、高家見習に召しだされる。同年2月5日、従五位下・侍従・民部大輔に叙任する。同年10月2日、高家職に就任する。同年12月26日、父・基昭の死去により家督を相続する。
文久2年（1862年）死去。享年40か。